# Eduard Rohn
Eduard Josef Rohn (* 25. November 1880 in Reichenberg, Böhmen; † 6. Februar 1947 im Speziallager Jamlitz, Sowjetische Besatzungszone) war ein deutscher Lehrer und Kommunalpolitiker (DNP, Sudetendeutsche Partei, NSDAP). Von 1938 bis 1945 war er Bürgermeister bzw. Oberbürgermeister von Reichenberg, der Hauptstadt des 1939 gebildeten Reichsgaus Sudetenland.

## Leben und Werdegang

### Herkunft und Privatleben
Eduard Joseph Rohn war Sohn des Buchhalters Eduard Rohn (* 16. Januar 1848 in Reichenberg; † 21. November 1918 ebenda) und der Arzttochter Gabriele Müller (* 1. September 1859 in Reichenberg; † 29. Januar 1944 ebenda) und wurde am 5. Dezember 1880 römisch-katholisch getauft. Er heiratete am 3. Januar 1911 in Salzburg die Hausfrau Anna Rohn, geb. Harrer (* 31. Mai 1886 in Potschatek/Böhmen; † 20. Januar 1958 Kaufbeuren) und hatte zwei Kinder, den 1911 geborenen Juristen Walter Rohn und die 1914 geborene Ärztin Ilse Kirchhof-Rohn.
Im 1. Weltkrieg wurde er als böhmisch-österreichischer Soldat an der polnisch-ukrainischen Ostfront in Galizien eingesetzt, zuletzt als Oberleutnant und Kompaniechef einer Ausbildungs-Kompanie.

### Wirken als Lehrer und im Lehrerverband
Nach seiner Ausbildung an der Lehrerbildungsanstalt zum Lehrer für Mathematik und technisches Zeichnen arbeitete Rohn ab 1909 an der deutschsprachigen Rudolf-Schule in Reichenberg. Nach der Rückkehr aus dem Ersten Weltkrieg führte er in der neugegründeten Tschechoslowakei seine Lehrertätigkeit an der Rudolf-Schule fort und wurde dort Bürgerschuldirektor.
Zugleich engagierte er sich in der Lehrerverbandsarbeit und wurde Obmann (Vorsitzender) des Deutschen Landeslehrervereins in Böhmen. Er setzte sich für den Zusammenschluss der 3 deutschen Lehrervereine in Böhmen, Mähren und Schlesien ein. Sie fusionierten am 3. Januar 1920 zum Deutschen Lehrerbund in der Tschechoslowakei, der sich als eingetragener Verein konstituierte. Am 17. Juli 1920 wurde Eduard Rohn zu dessen Obmann gewählt und bis 1938 alle 2 Jahre einstimmig bestätigt. Als solcher nahm er an internationalen Lehrerkongressen teil. 1928 erreichte er die Aufnahme des Lehrerbundes in die internationale Vereinigung der Lehrerverbände auf ihrem Gründungskongress in Berlin. Eduard Rohn baute den Lehrerverband zu einer modernen Berufsvertretung mit sozialen Einrichtungen aus, wie Lehrerkurhaus Karlsbad, Egerer Schülerheim, Hilfs- und Sterbekasse.
Er war Vertreter von über 13.000 deutschsprachigen Lehrern in der Tschechoslowakei, wo nach dem Ersten Weltkrieg zunehmende ethnische Spannungen die deutschsprachigen Schulen belasteten und die deutsche Sprache bedrohten. Im Jahr 1938 forderte er als Obmann des Deutschen Lehrerbundes die Erfassung der gesamten deutschen Erzieherschaft vom Kindergarten bis zur Hochschule im Dienst der deutschen Gemeinschaftsidee.  Nach der Annexion des Sudetenlandes durch das Deutsche Reich 1938 wurde der deutsche Lehrerbund in der Tschechoslowakei aufgelöst und in den Nationalsozialistischen Lehrerbund überführt. Mit dieser Gleichschaltung wurde eine unabhängige und demokratische Standesorganisation „von grosser Leistungsfähigkeit zerstört“.

### Wirken als Kommunalpolitiker
Als aktives Mitglied der Sudetendeutschen Partei (SDP) trat er 1938 als Kandidat zur Bürgermeisterwahl von Reichenberg an. Am 8. Juli 1938 wurde er mit 42 gegen 9 Stimmen zum Oberbürgermeister der Stadt gewählt.
Wenig später wurde in Reichenberg die  Synagoge der Jüdischen Gemeinde durch die Novemberpogrome am 9. November 1938 mittels Brandstiftung zerstört.
Als Oberbürgermeister von Reichenberg empfing er gemeinsam mit dem Reichenberger NSDAP-Kreisleiter Josef Porsche Adolf Hitler bei dessen Besuch in Reichenberg am 2. Dezember 1938, bei dem dieser eine große Wahlrede hielt. Als weitere Ehrengäste empfing Rohn u. a. Rudolf Heß und Joseph Goebbels. Rohn beantragte am 14. Januar 1939 die Aufnahme in die NSDAP und wurde rückwirkend zum 1. November 1938 aufgenommen (Mitgliedsnummer 6.697.260), er schloss sich auch der SA an. 1941 nahm er mit Vertretern der Stadt an der feierlichen Indienstnahme des Tauchbootes U 206 in Kiel teil.
Henlein ernannt mit Wirkung vom 15. September 1939 den bisherigen Bürgermeister von Limbach i. Sa., Gerhard Schmuck, zum kommissarischen Bürgermeister von Reichenberg an Rohns Seite.
Eduard Rohn blieb bis zum Ende des Zweiten Weltkrieges im Amt. Nachdem der Gauleiter Konrad Henlein am 7. Mai 1945 aus Reichenberg geflohen war, führte Eduard Rohn mit Vertretern des Nationalkomitees Verhandlungen über die Übergabe des Rathauses und übergab noch am selben Tag die Kommunalverwaltung dem Nationalkomitee. Zwei Tage später wurde er aufgrund seiner leitenden Parteimitgliedschaft und Dienststellung von der Roten Armee inhaftiert und in das Sowjetische Untersuchungsgefängnis nach Bautzen überstellt. Am 24. September 1946 wurde er in das Speziallager Nr. 6 in Jamlitz in Brandenburg gebracht. Dort starb er in sowjetischer Gefangenschaft am 6. Februar 1947 mit 66 Jahren an Entkräftung wegen Unterernährung.